# Škoda Garde
O Škoda Garde (Tipo 743) é um cupê com motor traseiro e tração traseira produzido pelo fabricante tchecoslovaco AZNP entre 1981 e julho de 1984. Foi inicialmente fabricado em Kvasiny de setembro de 1981 a maio de 1982 - com a produção sendo transferida para Bratislava em Maio de 1982 – tornando-se o primeiro carro produzido em massa na Eslováquia.
O Garde é um coupé de 2 portas derivado do sedã Škoda 120 LS de 4 portas, movido pelo mesmo motor de 1,2 litros (1174 cc) produzindo 40,5 kW (54,3 cv).